# La canzone di Marinella (album 1995)
La canzone di Marinella è una compilation di Fabrizio De André pubblicata nel 1995.

## Contenuti
Stampa in CD in edizione economica dei brani del periodo Karim, è una delle poche raccolte di quel periodo contenente, fra le altre, E fu la notte, Nuvole Barocche, Per i tuoi larghi occhi e Il fannullone.

## Tracce
1. La canzone di Marinella - 3:13
2. La ballata dell'eroe - 2:43
3. Il fannullone - 3:40
4. Amore che vieni, amore che vai - 2:43
5. La guerra di Piero - 3:27
6. Valzer per un amore (Valzer campestre) - 3:42
7. E fu la notte - 2:06
8. Il testamento - 4:08
9. La ballata del Michè - 2:47
10. Fila la lana - 2:24
11. La canzone dell'amore perduto - 3:42
12. La città vecchia - 3:23
13. Per i tuoi larghi occhi - 2:35
14. La ballata dell'amore cieco (o della vanità) - 2:52
15. Nuvole barocche - 2:28
16. Carlo Martello ritorna dalla battaglia di Poitiers - 5:19